# Morimotoidius
Morimotoidius is een geslacht van kevers uit de familie van de loopkevers (Carabidae). De wetenschappelijke naam van het geslacht is voor het eerst geldig gepubliceerd in 1954 door Akinobu Habu.

## Soorten
Het geslacht Morimotoidius omvat de volgende soorten:
- Morimotoidius astictus (Bates, 1883)
- Morimotoidius formosus Habu, 1954
- Morimotoidius otuboi Habu, 1944